# Дунеря (цинут)
Дуне́ря (рум. Dunărea або Dunărea de Jos) — один із десятьох цинутів Румунського королівства, утворених у 1938 році як результат ініційованих королем Румунії Каролем II адміністративно-конституційних змін. Існував до вступу Червоної Армії у Бессарабію та Північну Буковину в 1940 році.

## Історія
У 1938 році король Румунії Кароль II започаткував так звану Адміністративно-конституційну реформу, вносячи зміни фашистського типу до Конституції Румунії 1923 року і закону про територіальне управління та запроваджуючи диктатуру. Відповідно до цієї адміністративно-конституційної реформи, 71 колишній жудець Королівства Румунія було підпорядковано десятьом цинутам. До складу цинуту Дунеря ввійшли такі 10 колишніх жудеців:
- Бреїльський (центр Бреїла)
- Ізмаїльський
- Кагульський (центр Кагул)
- Ковурлуй (Галац)
- Путна (Фокшани)
- Римніку-Серат (Римник)
- Текуч (Текуч).
- Тулча (Тулча)
- Тутова (Бирлад)
- Фелчу (Хуші)

Таким чином, він охоплював історичні області Молдова (окрім власне Молдови, також Буджак і Бессарабію), Північну Добруджу (включно з дельтою Дунаю) та частину Волощини навколо міста Бреїла. Адміністративним центром було обрано найбільше місто цього краю — Галац.
Керував цинутом королівський резидент. У 1938—1939 роках цю посаду займав румунський політик і дипломат Віктор Кедеря (рум. Victor Cădere).
Цинут перестав існувати 26—28 червня 1940 року внаслідок територіальних втрат Румунії і зречення короля.

## Суть назви
Цинут названо на честь річки Дунай (буквально означає «Дунайський»), іноді з уточненням «Нижньо-» (рум. de Jos). В офіційній назві (рум. Ținutul Dunării) вжито форму родового відмінка іменника жіночого роду румунської мови — Дунерій (Dunării), що вказує на присвійність.

## Опис герба
Герб цинута складається зі щита з десятьма поперечними смугами, п'ятьма лазуровими і п'ятьма багряними, що представляють колишні десять повітів (județe) Великої Румунії (71 загалом), які вона включала. Над смугами видно сріблястий вигин хвилястої форми, що символізує Дунай.